# Kuma Kuma Kuma Bear
Kuma Kuma Kuma Bear (くまクマ熊ベアー Kuma Kuma Kuma Beā) là một bộ light novel Nhật Bản được viết bởi Kumanano và được minh họa bởi 029. Bộ truyện bắt đầu được đăng trực tuyến vào năm 2014 trên trang web Shōsetsuka ni Narō. Sau đó được Shufu mua lại cho Seikatsu Sha, PASH! Book xuất bản hai mươi mốt tập kể từ tháng 5 năm 2015. Một tác phẩm chuyển thể từ manga với nghệ thuật của Sergei đã được đăng nhiều kỳ trực tuyến qua Shufu thành Seikatsu Sha's Comic PASH! Web từ năm 2018 và đã được thu thập thành mười ba tập tankōbon. Cả light novel và manga đều được mua bản quyền tại Bắc Mỹ bởi Seven Seas Entertainment. Một bộ anime truyền hình chuyển thể EMT Squared làm được phát sóng từ tháng 10 đến tháng 12 năm 2020. 

## Nhân vật
Yuna (ユナ)
Lồng tiếng bởi: Maki Kawase
Yuna là một cô gái 15 tuổi sống một mình. Vốn rất giàu, cô không đi học mà ở nhà chơi World Fantasy Online. Khi bị chuyển sinh, cô quyết định ở lại tận hưởng cuộc sống mới vì cô không có bất kỳ lý do gì để quay lại thế giới ban đầu của mình.
Fina (フィナ Fiina)
Lồng tiếng bởi: Azumi Waki
Fina là một cô bé 10 tuổi và là cư dân của thị trấn Crimonia. Đã phải chăm lo cho gia đình khi còn rất nhỏ, cô rất có trách nhiệm và trưởng thành. Cô gặp Yuna sau khi được giải cứu khỏi bầy sói và sau đó trở thành đồng nghiệp để giúp Yuna khâu lọc xác.
Noire Foschurose (ノアール・フォシュローゼ Noāru Foshurōze)
Lồng tiếng bởi: Rina Hidaka
Noire là một cô bé 10 tuổi và là một quý tộc sống ở thị trấn Crimonia. Bé có một chị gái tên là Shia Foschurose. Bé yêu gấu của Yuna hơn bất cứ thứ gì. Biệt danh của bé là "Noa".
Shuri (シュリ)
Lồng tiếng bởi: Miyu Tomita
Shuri là em gái của Fina và là con gái của Telmina.
Misana Farrengram (ミサーナ・ファーレングラム Misāna Fārenguramu)
Lồng tiếng bởi: Satomi Amano
Misana là cháu gái của Gran Farrengram. Biệt danh của cô ấy là "Misa".
Shia Foschurose (シア・フォシュローゼ Shia Foshurōze)
Lồng tiếng bởi: Inori Minase (tiếng Nhật), Megan Shipman (tiếng Việt)
Shia là một cô gái 15 tuổi, là chị gái của Noire và là con gái của Cliff và Eleanora Foschurose. Cô hiện đang sống cùng mẹ ở Thủ đô Hoàng gia và theo học tại Học viện Hoàng gia.
Cliff Foschurose (クリフ・フォシュローゼ Kurifu Foshurōze)
Lồng tiếng bởi: Kōji Yusa
Cliff là lãnh chúa phong kiến của Crimoniac. Theo Yuna, anh là một lãnh chúa quan tâm người dân trong vùng của mình. Anh thậm chí còn sa thải một trong những phụ tá của mình vì biển thủ quỹ tiền của trại trẻ mồ côi.
Gentz (ゲンツ Gentsu)
Lồng tiếng bởi: Satoshi Tsuruoka
Gentz là nhân viên của Guild và là cư dân của Crimonia. Sau đó anh trở thành cha dượng của Fina và Shuri.
Kumakyū (くまきゅう)
Lồng tiếng bởi: Yūko Kurose
Linh thú triệu hồi của Yuna cùng với Kumayuru. Là con gấu màu trắng trong số hai con gấu của cô.
Kumayuru (くまゆる)
Lồng tiếng bởi: Emi Miyajima
Linh thú triệu hồi của Yuna cùng với Kumakyū. Là con gấu màu đen trong số hãi con gấu của cô.
Telmina (ティルミナ Teiramina)
Lồng tiếng bởi: Yume MiyamotoEp. 4 credits
Telmina là mẹ của Fina và Shuri và là cư dân của Crimonia. Cô ấy  chu đáo và là một người mẹ và đã sống trong cảnh nghèo khó trong nhiều năm. Cô có một tình yêu lớn đối với gia đình và ân nhân của mình Yuna và mãi mãi cảm thấy biết ơn cô ấy. Sau đó Telmina trở thành người đại diện cho hoạt động kinh doanh của trại trẻ mồ côi.
Lala (ララ Rara)
Lồng tiếng bởi: Saki IchimuraEp. 4 credits
Lala là một người giúp việc tại dinh thự Foschurose.
Eleanora Foschurose (エレノラ・フォシュローズ Erenora Foshurōzu)
Lồng tiếng bởi: Yuiko Tatsumi
Eleanora Foschurose là một quý tộc 33 tuổi sống ở Thủ đô Hoàng gia, là mẹ của Noire và Shia và là vợ của Cliff Foschurose. Cô ấy hiện đang sống cùng nhau ở Thủ đô Hoàng gia với Shia, làm cố vấn của Nhà vua; trong khi Noire và Cliff sống cùng nhau ở Crimonia. Mặc dù cô ấy đã ngoài 30 tuổi, nhưng cô nhìn trẻ như còn độ tuổi đôi mươi. Vì vậy, Eleanora rất nổi tiếng với sắc đẹp đó của mình.
Roy (ロイ Roi)
Roy là người chồng đã qua đời của Telmina. Gentz, Telmina và anh ta đã ở trong cùng một nhóm thám hiểm trước khi anh và Telmina kết hôn.
Sanya (サーニャ Sānya)
Lồng tiếng bởi: Lynn
Sanya là hội trưởng của hội mạo hiểm giả cư trú tại thủ đô hoàng gia. Cô thuộc tộc yêu tinh và có một em gái tên Ruimin và một em trai tên Luca.
Gran Farrengram (グレートファレングラム)
Gran là ông nội của Misana Farrengram. Ông là lãnh chúa phong kiến của phần phía đông của thị trấn Sheelin. Sau đó, ông cai quản toàn bộ Sheelin sau khi gia đình Salbert, trước đây cai quản phần phía tây của Sheelin, bị tước bỏ địa vị cao quý sau khi dính líu đến một vụ bắt cóc cùng những tội ác khác.
Atla (アトラ Atora)
Lồng tiếng bởi: Kana Asumi (tiếng Nhật), Amber Lee Connors (tiếng Việt)
Atla là hội trưởng hội mạo hiểm giả ở Millela.
Flora (フローラ Furōra)
Lồng tiếng bởi: Hina Kino (tiếng Nhật), Brittany Lauda (tiếng Việt)
Flora là công chúa của vương quốc.
Bō (ボー)
Bō là hiệu trưởng của trại trẻ mồ côi ở Crimonia.
Liz (リズ Rizu)
Lồng tiếng bởi: Sora Tokui
Liz là nhân viên và người hướng dẫn cho trẻ em tại trại trẻ mồ côi ở Crimonia.
Rondo (ロンド Rondo)
Lồng tiếng bởi: Hiromichi Tezuka
Rondo là quản gia tại dinh thự Foschurose.

## Truyền thông

### Light novel
Bộ truyện được xuất bản trực tuyến lần đầu tiên trên trang web Shōsetsuka ni Narō vào tháng 10 năm 2014 bởi Kumanano. Sau đó nó được Shufu mua lại cho Seikatsu Sha, người đã xuất bản tập đầu tiên dưới dạng light novel dưới tên PASH của họ! Sách in tháng 5/2015. Bộ truyện được cấp phép ở Bắc Mỹ bởi Seven Seas Entertainment.
| #    | Phát hành ja      | Phát hành ja      | Phát hành tiếng Việt                                          | Phát hành tiếng Việt |
| #    | Ngày phát hành    | ISBN              | Ngày phát hành                                                | ISBN                 |
| ---- | ----------------- | ----------------- | ------------------------------------------------------------- | -------------------- |
| 1    | 29 tháng 5, 2015  | 978-4-391-14691-2 | 7 tháng 5, 2020 (điện tử) 7 tháng 7, 2020 (thuộc vật chất)    | 978-1-64505-443-6    |
| 2    | 27 tháng 11, 2015 | 978-4-391-14755-1 | 18 tháng 6, 2020 (điện tử) 22 tháng 9, 2020 (thuộc vật chất)  | 978-1-64505-528-0    |
| 3    | 25 tháng 3, 2016  | 978-4-391-14810-7 | 13 tháng 8, 2020 (điện tử) 27 tháng 10, 2020 (thuộc vật chất) | 978-1-64505-752-9    |
| 4    | 29 tháng 7, 2016  | 978-4-391-14811-4 | 17 tháng 12, 2020 (điện tử) 26 tháng 1, 2021 (thuộc vật chất) | 978-1-64505-794-9    |
| 5    | 25 tháng 11, 2016 | 978-4-391-14812-1 | 18 tháng 2, 2021 (điện tử) 16 tháng 3, 2021 (thuộc vật chất)  | 978-1-64505-976-9    |
| 6    | 31 tháng 3, 2017  | 978-4-391-14947-0 | 20 tháng 5, 2021 (điện tử) 22 tháng 6, 2021 (thuộc vật chất)  | 978-1-64827-198-4    |
| 7    | 28 tháng 7, 2017  | 978-4-391-14948-7 | 22 tháng 7, 2021 (điện tử) 31 tháng 8, 2021 (thuộc vật chất)  | 978-1-64827-239-4    |
| 8    | 22 tháng 12, 2017 | 978-4-391-14949-4 | 30 tháng 12, 2021 (điện tử) 25 tháng 1, 2022 (thuộc vật chất) | 978-1-64827-297-4    |
| 9    | 30 tháng 3, 2018  | 978-4-391-15144-2 | 17 tháng 3, 2022 (điện tử) 19 tháng 4, 2022 (thuộc vật chất)  | 978-1-64827-364-3    |
| 10   | 27 tháng 7, 2018  | 978-4-391-15145-9 | 28 tháng 4, 2022 (điện tử) 17 tháng 5, 2022 (thuộc vật chất)  | 978-1-63858-154-3    |
| 11   | 30 tháng 11, 2018 | 978-4-391-15146-6 | 26 tháng 5, 2022 (điện tử) 12 tháng 7, 2022 (thuộc vật chất)  | 978-1-63858-313-4    |
| 11.5 | 25 tháng 1, 2019  | 978-4-391-15278-4 | 25 tháng 8, 2022 (điện tử) 11 tháng 10, 2022 (thuộc vật chất) | 978-1-63858-594-7    |
| 12   | 26 tháng 4, 2019  | 978-4-391-15291-3 | 13 tháng 10, 2022 (điện tử) 6 tháng 12, 2022 (thuộc vật chất) | 978-1-63858-702-6    |
| 13   | 30 tháng 8, 2019  | 978-4-391-15292-0 | 25 tháng 1, 2023 (điện tử) 28 tháng 2, 2023 (thuộc vật chất)  | 978-1-63858-819-1    |
| 14   | 7 tháng 1, 2020   | 978-4-391-15293-7 | 8 tháng 8, 2023 (thuộc vật chất)                              | 978-1-63858-960-0    |
| 15   | 22 tháng 5, 2020  | 978-4-391-15438-2 | 12 tháng 9, 2023 (thuộc vật chất)                             | 978-1-68579-649-5    |
| 16   | 25 tháng 9, 2020  | 978-4-39-115437-5 | 5 tháng 12, 2023 (thuộc vật chất)                             | 979-8-88843-070-5    |
| 17   | 16 tháng 4, 2021  | 978-4-39-115436-8 | 8 tháng 2, 2024 (thuộc vật chất)                              | 979-8-88843-433-8    |
| 18   | 25 tháng 12, 2021 | 978-4-391-15701-7 | 11 tháng 4, 2024 (thuộc vật chất)                             | 979-8-88843-641-7    |
| 19   | 7 tháng 10, 2022  | 978-4-391-15785-7 | 22 tháng 8, 2024 (thuộc vật chất)                             | 979-8-89160-242-7    |
| 20   | 4 tháng 8, 2023   | 978-4-391-15978-3 | 12 tháng 12, 2024 (thuộc vật chất)                            | 979-8-89160-243-4    |
| 20.5 | 30 tháng 4, 2024  | 978-4-391-16208-0 | 6 tháng 5, 2025 (thuộc vật chất)                              | 979-8-89373-157-6    |
| 21   | 7 tháng 2, 2025   | 978-4-391-16328-5 | —                                                             | —                    |

### Manga
Một tác phẩm chuyển thể từ manga với nghệ thuật của Sergei đã bắt đầu được đăng tải nhiều kỳ trực tuyến thông qua Shufu cho Seikatsu Sha's Comic PASH! trang web vào ngày 28 tháng 3 năm 2018. Nó đã được sưu tập thành mười ba tập tankōbon kể từ tháng 6 năm 2025. Manga cũng được mua bản quyền tại Bắc Mỹ bởi Seven Seas Entertainment.
Một loạt manga phụ của Yukinori Satō, titled Kuma Kuma Kuma Beā 〜 Kyō mo Kuma Kuma Biyori 〜 (くまクマ熊ベアー　〜今日もくまクマ日和〜),đã bắt đầu đăng nhiều kỳ trực tuyến qua Shufu cho đến PASH UP của Seikatsu Sha! trang web vào ngày 16 tháng 9 năm 2020.

#### Danh sách

##### Kuma Kuma Kuma Bear
| #  | Phát hành ja     | Phát hành ja      | Phát hành tiếng Việt                                         | Phát hành tiếng Việt |
| #  | Ngày phát hành   | ISBN              | Ngày phát hành                                               | ISBN                 |
| -- | ---------------- | ----------------- | ------------------------------------------------------------ | -------------------- |
| 1  | 27 tháng 7, 2018 | 978-4-391-15218-0 | 12 tháng 5, 2020 (điện tử) 16 tháng 6, 2020 (thuộc vật chất) | 978-1-64505-444-3    |
| 2  | 22 tháng 2, 2019 | 978-4-391-15289-0 | 8 tháng 9, 2020                                              | 978-1-64505-529-7    |
| 3  | 30 tháng 8, 2019 | 978-4-391-15290-6 | 10 tháng 11, 2020                                            | 978-1-64505-778-9    |
| 4  | 27 tháng 3, 2020 | 978-4-391-15435-1 | 19 tháng 1, 2021                                             | 978-1-64505-992-9    |
| 5  | 25 tháng 9, 2020 | 978-4-391-15434-4 | 24 tháng 8, 2021                                             | 978-1-64827-288-2    |
| 6  | 7 tháng 5, 2021  | 978-4-39-115611-9 | 11 tháng 1, 2022                                             | 978-1-64827-478-7    |
| 7  | 5 tháng 11, 2021 | 978-4-391-15613-3 | 31 tháng 10, 2023                                            | 978-1-63858-660-9    |
| 8  | 12 tháng 6, 2022 | 978-4-391-15776-5 | 12 tháng 3, 2024                                             | 978-1-68579-505-4    |
| 9  | 4 tháng 11, 2022 | 978-4-391-15892-2 | 23 tháng 7, 2024                                             | 979-8-88843-669-1    |
| 10 | 2 tháng 5, 2023  | 978-4-391-15979-0 | 10 tháng 12, 2024                                            | 979-8-89160-244-1    |
| 11 | 1 tháng 12, 2023 | 978-4-391-16131-1 | 1 tháng 4, 2025                                              | 979-8-89160-928-0    |
| 12 | 2 tháng 8, 2024  | 978-4-391-16329-2 | —                                                            | —                    |
| 13 | 6 tháng 6, 2025  | 978-4-391-16474-9 | —                                                            | —                    |

##### Kuma Kuma Kuma Beā 〜 Kyō mo Kuma Kuma Biyori 〜
| # | Ngày phát hành  | ISBN              |
| - | --------------- | ----------------- |
| 1 | 7 tháng 5, 2021 | 978-4-39-115610-2 |
| 2 | 2 tháng 9, 2022 | 978-4-39-115774-1 |

### Anime
Vào tháng 1 năm 2020, một bộ phim truyền hình chuyển thể từ anime đã được công bố trong tập thứ mười bốn của light novel. Được EMT Squared hoạt hoạ và được đạo diễn bởi Yuu Nobuta, với Takashi Aoshima xử lý hình ảnh, Yuki Nakano thiết kế nhân vật, và Shigeo Komori soạn nhạc. Hisashii Ishii từng là đạo diễn loạt phim. Bộ phim dài 12 tập từ ngày 7 tháng 10 đến ngày 23 tháng 12 năm 2020 trên AT-X và các mạng khác.  Azumi Waki hát bài hát mở đầu "Itsuka no Kioku" (イツカノキオク). Maki Kawase hát bài hát kết thúc "Ano ne." (あのね。 "You Know What.") từ tập 2–11, và Kawase và Waki biểu diễn bài hát kết thúc "Ano ne. -loved ones ver.-" (あのね。-loved ones ver.- "You Know What. -loved ones ver.-") cho tập cuối 12. Funimation đã mua lại loạt phim và phát trực tuyến trên trang web của mình ở Bắc Mỹ và Quần đảo Anh. Vào ngày 19 tháng 1 năm 2021, Funimation thông báo loạt phim sẽ có bản lồng tiếng Anh, công chiếu vào ngày hôm sau.
Vào ngày 23 tháng 12 năm 2020, sau khi tập cuối của mùa đầu tiên phát sóng, phần thứ hai đã được công bố. Dàn diễn viên chính và nhân viên của mùa đầu tiên tiếp tục thực hiện phần thứ hai. Mùa hai có tựa đề Kuma Kuma Kuma Bear Punch!, chiếu từ ngày 3 tháng 4 đến 19 tháng 6 năm 2023. Waki Azumi trình bày bài hát mở đầu "Kimi to no Mirai" (キミトノミライ), còn Kawase Maki trình bày bài hát kết thúc "Zutto" (ずっと).